# Stenocercus ornatissimus
Stenocercus ornatissimus là một loài thằn lằn trong họ Tropiduridae. Loài này được Girard mô tả khoa học đầu tiên năm 1857.